# سندسيس
سندسيس إحدى قرى مركز المحلة الكبرى التابع لمحافظة الغربية بجمهورية مصر العربية.

## التاريخ
قرية قديمة وردت في قوانين الدواوين وفي تحفة الإرشاد وفي التحفة سندسيس البصل من أعمال الغربية ربما كانت مشهورة وقتها بزراعة البصل. وفي تاريخ 1228هـ/1813م الذي عدّ قرى مصر بعد المسح الذي قام به محمد علي باشا باسم «سندسيس». ذكرها علي مبارك في كتابه الخطط التوفيقية، حيث ذكر أنها قرية في مديرية الغربية بقسم المحلة الكبرى، وأن بها جامع وبها سراي لإبراهيم باشا يكن، وبها سوق ويحوطها أشجار ونخيل.

## التعليم
تصل نسبة الأمية في القرية إلى 53.88% بين من تجاوزوا العاشرة من عمرهم، بينما تصل نسبة من حصلوا على تعليم جامعي إلى 1.32% من جملة السكان.

## السكان
بلغ عدد سكان سندسيس 21,937 نسمة حسب تقدير عام 2018.
| السنة  | 1882 | 1897 | 1907 | 1927 | 1947 | 1960 | 1976 | 1986   | 1996   | 2006   | 2018   |
| ------ | ---- | ---- | ---- | ---- | ---- | ---- | ---- | ------ | ------ | ------ | ------ |
| القرية | 1053 | 1434 | 1477 | 2429 | 3236 | 5197 | 8062 | 11,138 | 14,324 | 16,744 | 21,937 |

## الأعلام
- عبد الحليم عويس (1943 - 2012) كاتب وصحفي ومؤرخ إسلامي، درس في العديد من الجامعات.[15]